# Сан-Мауриціо-д'Опальйо
Сан-Мауриціо-д'Опальйо (італ. San Maurizio d'Opaglio, п'єм. San Mauritsi) — муніципалітет в Італії, у регіоні П'ємонт,  провінція Новара.
Сан-Мауриціо-д'Опальйо розташований на відстані близько 550 км на північний захід від Рима, 95 км на північний схід від Турина, 40 км на північний захід від Новари.
Населення — 3094 особи (2014).
Щорічний фестиваль відбувається третьої неділі вересня. Покровитель — San Maurizio martire.

## Демографія
Населення за роками:

Станом на 1 січня 2023 року в муніципалітеті офіційно проживало 199 іноземців з 25 країн, серед них 15 громадян країн Євросоюзу та 31 громадянин України.

## Сусідні муніципалітети
- Гоццано
- Мадонна-дель-Сассо
- Орта-Сан-Джуліо
- Пелла
- Поньо